# Cifra de transposição
Na criptografia clássica, uma cifra de transposição procede à mudança de cada letra (ou outro qualquer símbolo) no texto a cifrar para outro (sendo a decifração efectuada simplesmente invertendo o processo). Ou seja, a ordem dos caracteres é mudada. Matematicamente trata-se da aplicação de uma função bijectiva para cifrar e da respectiva função inversa para decifrar.
De seguida encontram-se alguns exemplos.

## Cifra das colunas
Na cifra das colunas, o texto a cifrar é escrito por colunas, com passagem para a coluna seguinte sempre que se atingir o número máximo de linhas. A mensagem é então escrita ou transmitida por linhas. Por exemplo, se houver 3 "linhas" a mensagem FUJAM TODOS. FOMOS DESCOBERTOS é escrita numa grelha como:
```
F A O S M D C E O P
U M D F O E O R S D
J T O O S S B T X Q
```

As letras no final servem para confundir o criptanalista ou obter um número já fixado de caracteres na mensagem. Esta fica assim:
FAOSM DCEOP UMDFO EORSD JTOOS SBTXQ
Trata-se de uma cifra muito fraca (é extremamente fácil de decifrar), mesmo quando se altera a ordem (por exemplo, colocando a mensagem seguindo uma espiral definida na grelha.

## Transposição de colunas
A transposição de colunas comum consiste na escrita de uma chave como cabeçalho da grelha, seguida da mensagem escrita por linhas - sendo a última eventualmente completa por caracteres sem significado.
Depois, a mensagem é escrita (ou transmitida) por colunas, por ordem alfabética das letras no cabeçalho. Por exemplo, se a chave for ZEBRAS, e a mensagem for VAMOS EMBORA, FOMOS DESCOBERTOS, começa-se por obter a grelha:
```
Z E B R A S

V A M O S E
M B O R A F
O M O S D E
S C O B E R
T O S J E U
```

Ler-se-ia como:
```
SADEE MOOOS ABMCO ORSBJ EFERU VMOST
```

ou seja, a coluna A, depois B, E, R, S e por último Z (ordem alfabética das letras da chave ZEBRAS)
Para a decifrar, o destinatário tem apenas de dividir o comprimento da mensagem (30) pelo da chave (6), e ler as colunas pela ordem das letras da chave

## Transposição interrompida
Numa transposição interrompida, certas posições na grelha são deixadas em branco, e não usadas quando se coloca na grelha o texto a cifrar. Isto provoca a utilização de padrões irregulares e torna o trabalho de criptanálise mais difícil.

## Detecção e criptanálise
Como a transposição não afecta a frequência das letras ou símbolos individuais, uma transposição simples pode ser facilmente detectada pelo criptanalista efectuando uma análise de frequência dos símbolos. Se o texto exibe uma distribuição de frequência muito similar à da língua em que se supõe ter sido escrito, é provavelmente uma transposição, que pode ser "atacada" por prospecção de anagramas.

## Combinações
A transposição é frequentemente combinada com outras técnicas; por exemplo, uma simples cifra de substituição combinada com uma transposição evita as fraquezas que ambas apresentam. A cifra ADFGVX é um exemplo deste tipo de combinação.